# Repubblica degli Escartons
La Repubblica degli Escartons (in francese écarter significa "dividere", qui usato nel senso di "ripartire in quarti le imposte") nacque ufficialmente nel 1343 con il nome di Grande Charte (in italiano Grande Carta), la cui capitale era Briançon, ed era sita attorno al Monviso, in un territorio compreso fra Marsiglia e Torino.
La Repubblica degli Escartons (la parola Escartons corrisponde al nome in occitano e all'uso corrente, il termine francese è invece Écarton) di Briançon, era costituita da un insieme di territori montani del dipartimento francese delle Alte Alpi (in francese Hautes-Alpes), della provincia di Torino e della provincia di Cuneo, i quali hanno goduto d'uno statuto fiscale e politico privilegiato dal 29 maggio 1343 al 4 agosto 1789, per la parte francese.
L'appellativo di "repubblica" è in verità un'interpolazione del XIX secolo, mentre la denominazione storica esatta era quella di Principato del Brianzonese, o in francese Principauté du Briançonnais, che fu cancellata nei primi del Settecento col trattato di Utrecht, dopo quattro secoli di vita fiorente.

## Storia
Nel 1244 il conte di Albon, Ghigo VII concesse agli abitanti del Briançonnais la Carta delle Libertà, che tuttavia ebbe la sua conferma solo il 29 maggio 1343, a Beauvoir-en-Royans, da parte del Delfino Umberto II il Vecchio, che insieme a 18 rappresentanti delle valli alpine, la firmò. Nacque così la repubblica degli Escartons, che comprendeva cinque valli diverse: Briançonnais, Oulx, Casteldelfino, Val Chisone, Queyras.
La carta, con i diritti ivi stabiliti, venne successivamente confermata con lettere patenti da tutti i re di Francia, a partire da Carlo V fino a Luigi XVI (dopo il trattato di Utrecht, naturalmente per la parte di territorio rimasto sotto la Francia). Il territorio, pur non essendo molto vasto, contava più di quarantamila abitanti. Ogni anno i capi dei vari paesi che comprendevano la repubblica si riunivano in consiglio per eleggere un console che guidasse la comunità.

## Il "paradosso alpino"
Gli antropologi chiamano paradosso alpino il fenomeno per il quale, nel basso Medioevo, il livello di istruzione e di apertura culturale di una comunità di alta montagna era superiore a quello degli abitanti della bassa valle.
Lo stereotipo della comunità alpina come una realtà chiusa e impermeabile è smentita da realtà come quella degli Escartons. Caso peculiare all'interno dell'Europa dell'epoca, negli Escartons l'alfabetizzazione era tale che 9 abitanti su 10 sapevano leggere e scrivere e fare calcoli matematici.
Nonostante, quindi, nell'immaginario collettivo le regioni di montagna siano considerate aree tecnologicamente e culturalmente più isolate, nella repubblica di Grande Charte la professione più diffusa era quella dell'insegnante a domicilio, basata su tre livelli: quello base, dove s'imparava a leggere e scrivere, quello intermedio dove s'imparava la matematica, e quello alto dove s'imparavano filosofia, arte e lingue.

## Territorio
Era originariamente formata da cinque Escartons o cantoni:
- il cantone di Briançon, da Argentière a Saint-Gervais-les-Bains;
- il cantone di Château-Queyras, da Guillestre al Colle delle Traversette;
- il cantone di Oulx, da Cesana al torrente Gelassa, compresa Bardonecchia;
- il cantone di Pragelato, da Sestriere ai bordi di Perosa Argentina;
- il cantone di Casteldelfino fino a Sampeyre.